# Sputnik Monroe
Roscoe Monroe Brumbaugh, nato Rosco Monroe Merrick e maggiormente noto con il ring name Sputnik Monroe (Dodge City, 18 dicembre 1928 – Florida, 3 novembre 2006), è stato un wrestler statunitense.

## Biografia
Rosco Monroe Merrick nacque a Dodge City, Kansas. Suo padre restò ucciso in un incidente aereo un mese prima della sua nascita. Passò l'adolescenza con i nonni. Successivamente, la madre si risposò, e il suo patrigno, il cui cognome era Brumbaugh, lo adottò legalmente all'età di 17 anni. Quindi, il nome di Monroe divenne Roscoe Monroe Brumbaugh.

## Carriera
Debuttando come Rock Monroe nel 1945, Monroe iniziò la sua carriera da wrestler in spettacoli itineranti esibendosi in match improvvisati di città in città. Cambiò nome in Rocky Monroe nel 1949, per poi passare al soprannome Sputnik nel 1957.
Monroe fu una figura di notevole importanza nella storia culturale di Memphis. In un periodo dove la segregazione razziale era legale ed ampiamente messa in atto durante gli eventi pubblici, e durante un'epoca di declino della popolarità del wrestling, Monroe capì che gli spettacoli dove ai bianchi era possibile sedere nelle poltrone in platea mentre i neri venivano confinati sulle balconate, non avrebbero giovato alla diffusione della lotta tra i giovani neri. Quindi, lo spiritoso, stravagante Monroe cominciò a vestirsi con sgargianti completi viola, a portare un bastone con il pomo di diamante, e a recarsi a bere nei locali e bar tradizionalmente riservati ai "negri" della zona di Memphis. Come risultato, egli veniva spesso arrestato dalla polizia come "provocatore" e "disturbatore della quiete pubblica". In tutta risposta, Monroe assumeva un avvocato difensore nero, pagava una multa, e tornava immediatamente a fraternizzare con i cittadini di colore nei bar. Grazie a ciò, e nonostante la sua gimmick fosse quella di wrestler heel, la sua popolarità crebbe enormemente presso la comunità afroamericana locale. Agli show dove prendeva parte, anche se i posti riservati ai bianchi erano mezzi vuoti, le balconate dove sedevano i neri erano sempre esaurite in ogni angolo di posto.
Inoltre, Monroe iniziò a rifiutarsi di combattere se non fosse stato permesso ai neri di sedersi dove volevano nell'Ellis Auditorium, dove abitualmente combatteva. Come risultato, i suoi spettacoli erano sempre esauriti, pieni zeppi di afroamericani. Ben presto, tutte le altre organizzazioni di eventi sportivi del Sud degli Stati Uniti, notando l'enorme ritorno finanziario, iniziarono a togliere la segregazione dagli spettacoli permettendo a bianchi e neri di mescolarsi.

## Vita privata
Monroe ebbe tre figli, il minore, Quentin Bell è diventato anch'esso un lottatore professionista e Monroe si occupò del suo allenamento.

## Morte
Monroe è morto nel sonno il 3 novembre del 2006 in Florida.

## Riferimenti nella cultura di massa
- Nel maggio 2007, la casa di produzione HBO annunciò di avere in cantiere un film biografico su Monroe.[6] Nel settembre 2007, Julien Nitzberg confermò che la prima stesura del copione era stata preparata.[7]
- Nel 2013, un gruppo di quattro "cattivi" denominati "Munro Brothers" è stato introdotto nelle storie del fumetto Dick Tracy. I nomi e l'aspetto dei personaggi sono chiaramente ispirati a Monroe, ed uno di loro si chiama proprio Sputnik. Mike Curtis, autore delle strip è notoriamente un grande appassionato di wrestling.
- Nel gennaio 2017, Sputnik Monroe è stato oggetto di un'omonima canzone composta da Otis Gibbs ed inclusa sul suo album Mount Renraw.

## Titoli e riconoscimenti
- Cauliflower Alley Club
  - Gulf Coast/CAC Honoree (2000)
- Championship Wrestling from Florida
  - NWA Florida Southern Tag Team Championship (1) – con Rocket Monroe
  - NWA Florida Tag Team Championship (1) – con Norvell Austin
  - NWA World Tag Team Championship (Florida version) (2) – con Rocket Monroe
- Gulf Coast Championship Wrestling
  - NWA Gulf Coast Louisiana Championship (1)
- Mid-South Sports
  - NWA Georgia Heavyweight Championship (2)
- National Wrestling Alliance
  - NWA Hall of Fame (Classe del 2012)
  - Humanitarian Award (2012)[8]
- NWA Mid-America
  - NWA Southern Junior Heavyweight Championship (1)
  - NWA Southern Tag Team Championship (Mid-America version) (1) – con Norvell Austin
  - NWA Tennessee Heavyweight Championship (2)
  - NWA Tennessee Tag Team Championship (2) – con Tommy Gilbert
- NWA Tri-State
  - NWA World Junior Heavyweight Championship (1)
- NWA Western States Sports
  - NWA North American Tag Team Championship (Amarillo version) (1) – con Ken Lucas
  - NWA Western States Tag Team Championship (1) – con Baby Blimp
- Professional Wrestling Hall of Fame
  - Classe del 2017 - TV Era
- Southwest Sports, Inc.
  - NWA Texas Heavyweight Championship (1)
  - NWA Texas Tag Team Championship (2) – con Danny McShain (1) e Rocket Monroe (1)
- United States Wrestling Association
  - Memphis Wrestling Hall of Fame (Classe del 1994)[9]